# Earth, Wind & Fire
Earth, Wind and Fire – amerykańska grupa soulowa powstała w 1969 roku.
Wczesne płyty zawierały długie, majestatyczne utwory, które można określić mianem „czarny rock progresywny”. Później zaczęła wykonywać ballady i szybkie taneczne utwory, w których łączyła rhythm and blues, soul, jazz rock, funky i disco. Grupa wypracowała bogate brzmienie oparte na instrumentach dętych i dynamicznej sekcji rytmicznej. W tekstach pojawiały się treści społeczne, także podkreślające dumę z bycia Afroamerykaninem.
Do największych przebojów grupy należą September, Boogie Wonderland, Serpentine Fire, Getaway, Shining Star, Let’s Groove, Fantasy.
W 2000 grupa Earth, Wind and Fire została wprowadzona do Rock and Roll Hall of Fame. W 2019 została uhonorowana wyróżnieniem Kennedy Center Honors.

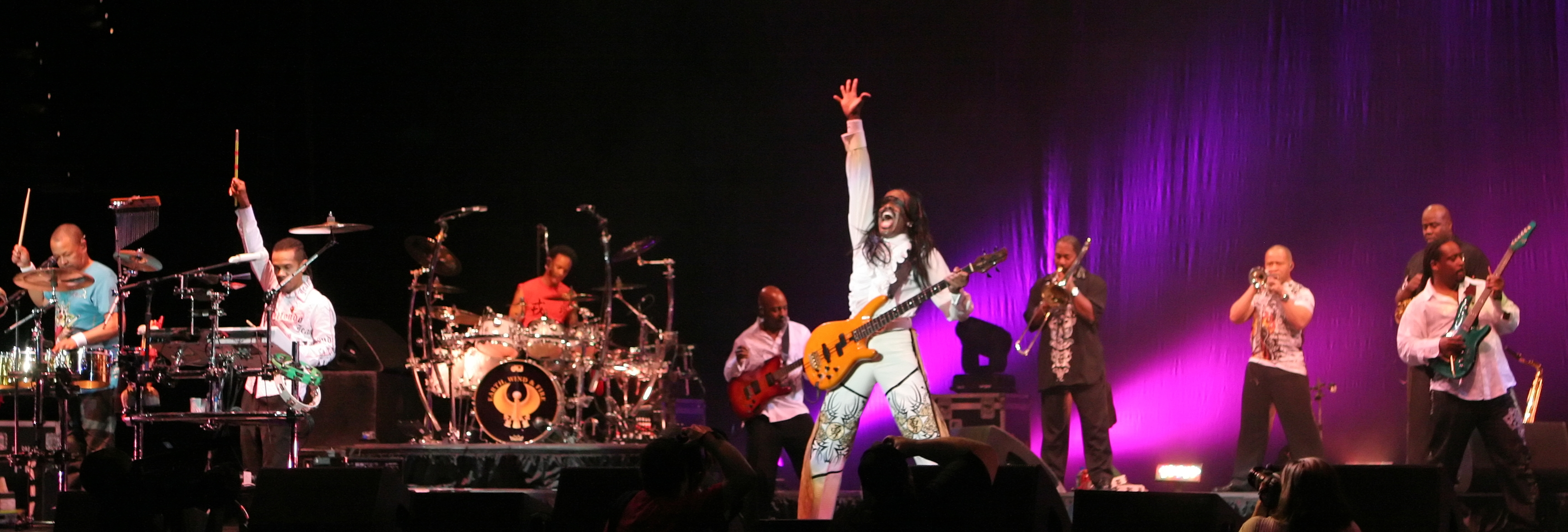
Earth, Wind & Fire podczas koncertu (2009)

## Skład
W grupie występowali (porządek alfabetyczny)
- Philip Bailey – instrumenty perkusyjne, śpiew
- Ronald Bautista – gitara
- Leslie Drayton – trąbka
- Larry Dunn – instrumenty klawiszowe
- Sonny Emory – perkusja
- Wade Flemons – śpiew
- John Graham – gitara, instrumenty perkusyjne
- Yackov Ben Israel – instrumenty perkusyjne
- Ralph Johnson – instrumenty perkusyjne, perkusja
- Al McKay – gitara
- Sheldon Reynolds – gitara
- Alexander Thomas – puzon
- Chet Washington – saksofon
- Fred White – instrumenty perkusyjne, perkusja
- Maurice White – perkusja, śpiew
- Verdine White – gitara basowa
- Don Whitehead – instrumenty klawiszowe
- Andrew Woolfolk – saksofon

## Dyskografia
- 1971 Earth, Wind and Fire
- 1972 The Need of Love
- 1972 Last Days and Time
- 1973 Head to the Sky
- 1974 Open Our Eyes
- 1975 That’s the Way of the World
- 1976 Spirit
- 1977 All 'N All
- 1979 I Am
- 1980 Faces
- 1981 Raise!
- 1983 Powerlight
- 1983 Electric Universe
- 1987 Touch the World
- 1990 Heritage
- 2005 Illumination
- 2013 Now, Then & Forever
- 2014 Holiday